# Indijske planinske pruge
Indijske planinske pruge čini pet željezničkih pruga u planinskom dijelu Indije koje su izgrađene koncem 19. i početkom 20. stoljeća, za vrijeme britanske vlasti, a koje su još uvijek u upotrebi. Ovih pet staza [1], koje se još uvijek koriste, povezuju važna zimska odmarališta s podnožjem, vijugajući oštrim, ali slikovitim krajolikom. S obzirom na nepristupačan teren, one su "izvanredan primjer međurazmjene vrijednosti, razvoja tehnologije i jedno od inženjerskih čuda", zbog čega su upisane na UNESCO-ov popis mjesta svjetske baštine u Aziji i Oceaniji 1999. godine.
Tri pruge se nalaze na himalajskom planinskom području sjeverne indije: 
- Himalajska pruga Darjeeling (1881.), duga 88 km, spaja Siliguri (100 m nadmorske visine) i Darjeeling (2.200 m) u indijskoj državi Zapadni Bengal. Jedna od znamenitosti na ovoj pruzi su četiri petlje i isto toliko mjesta gdje su vlakovi išli cik-cak, naprijed-nazad, kako bi savladali visoki uspon.
- Pruga Kalka-Shimla (1898.), duga 95.66 km, spaja grad Shimla (2,205 m), moderni glavni grad Himachal Pradesha na Himalajama, koji je bio ljetna prijestolnica Britanske Indije, s gradom Kalka (656 m) u državi Haryana. Pruga ima 103 tunela i 864 mosta s kolonadom lukova na više katova, poput rimskih akvedukta (slika gore desno). Nagib je većinom 3% s 919 krivina od kojih najoštrija ima kut od 48 stupnjeva.
- Pruga doline Kangra (1924.), duga 164 km, spaja gradove Pathankot i Joginder Nagar, kroz dolinu u pod-himalajskom području poznatom po ljepoti i hinduističkim hramovima. Odmilja ju zovu "Vlak-igračka Kangra", i većinom ima blagi uspon osim kod kritične točke postaje Ahju na visini od 1.210 metara, gdje je nagib 1:19 do 1:31.

Dok su druge dvije mnogo južnije u području Zapadnih Gati (Gorje Sahyadri): 
- Planinska pruga Nilgiri (1899. – 1908.), duga 46 km, spaja Mettupalayam s Ootacamundom u indijskoj državi Tamil Nadu, na tzv. "Plavim planinama južne Indije", Nilgiri planinama. Na ovoj pruzi ima 208 krivina, 16 tunela i 250 mostova i nekih 7.2 km ima uspon od 1:12.5 stupnjeva, te su tu postavljene jedinstvene nazubljene tračnice (Abt).
- Pruga brda Matheran (1901. – 07.) u Maharashtri, duga 20 km, kroz gustu šumu povezuje Neral i Matheran, u blizini Mumbaija. Njena osobitost je nasip u obliku potkove koji je podignut kako se vagoni ne bi izvrtali u oštrim krivinama. Ali, ipak je zbog nagiba od 5% brzina vlakovima ograničena na 20 km/h, a sve do 1980. god. bila je, zbog sigurnosti, zatvorena tijekom sezone monsuna.

- Turistički vlak na prugi Darjeeling
- Pranpučeni vlak na vijaduktu pruge Nilgri
- Shivalik Delux Express na postaji u Shimli
- Turistički vlak na prugi Matheran
- Pranpučeni vlak na prugi kroz dolinu Kangra

## Poveznice
- Raetinska pruga
- Semmeringbahn